# Cardinal de couronne

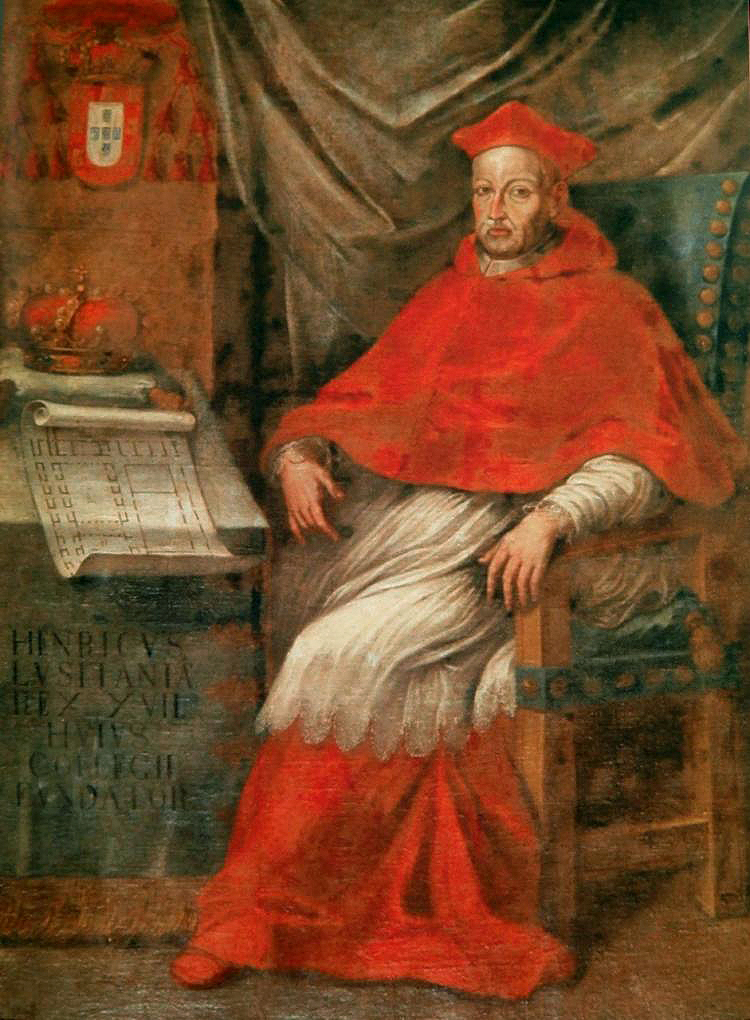
Henri Ier de Portugal était à la fois cardinal et roi du Portugal (auparavant Cardinal-Infant).

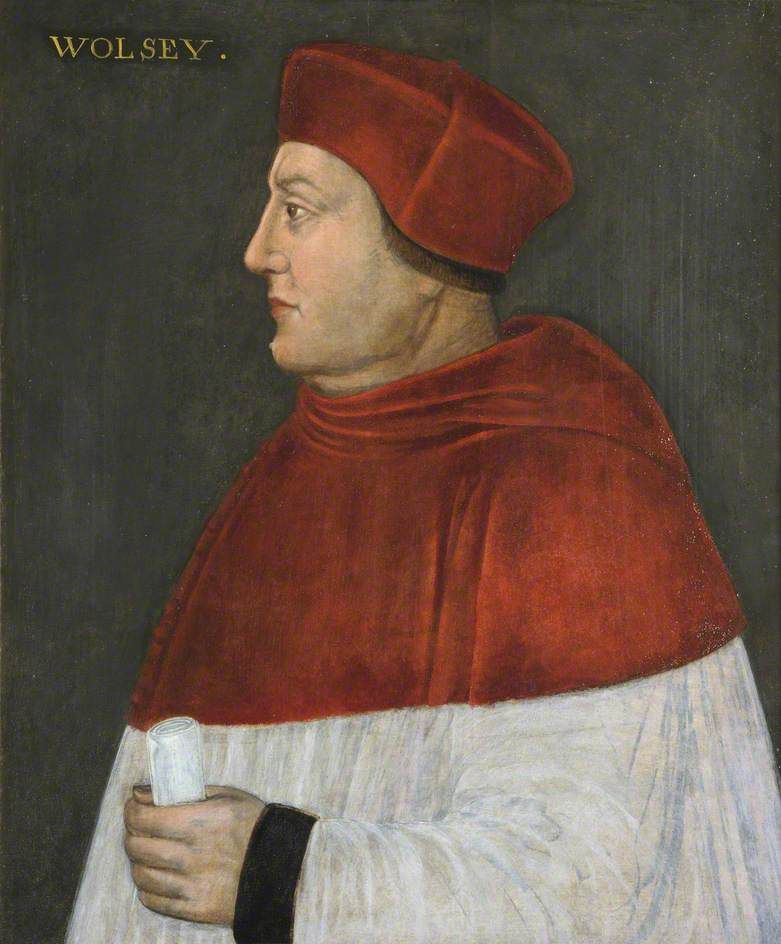
Cardinal Thomas Wolsey

Un cardinal de couronne (en italien, cardinale della corona) est un cardinal protecteur d'une nation catholique, nommé ou financé par un monarque catholique pour servir de représentant au sein du collège des cardinaux, et, le cas échéant, pour exercer le jus exclusivae. Plus généralement, le terme peut se référer à un cardinal étant aussi chef d'État ou créé à la demande d'un monarque.
Francis Burkle-Young définit un cardinal de la couronne comme ayant été « élevé au cardinalat sur la seule recommandation d'un roi européen et sans, dans la plupart des cas, avoir participé en quoi que ce soit au progrès de l'Église »
D'après l'historien spécialiste des conclaves, Frederic Baumgartner, les cardinaux de couronne se rendent « rarement à Rome, sauf pour les conclaves, et ils sont inconnus de la majorité du Collège. En principe incapables de participer aux réunions préparatoires, ils ne sont pas papables et ils reçoivent rarement plus d'un vote ou deux ». Les cardinaux de couronne s'opposent généralement à l'élection d'autres cardinaux de couronne, même si, en revanche, ils tendent à s'unir contre l'élection des cardinaux-neveux.
L'opposition aux cardinaux-protecteurs nationaux surgit au XVe siècle en raison du conflit d'intérêts apparent et le pape Martin V tente de les interdire complètement en 1425. Une réforme de Pie II de 1464 considère les cardinaux-protecteurs nationaux comme généralement incompatibles avec des responsabilités à la Curie, avec quelques exceptions. De telles protections ont été ouvertement permises par les papes Innocent VIII et Alexandre VI, qui ont tous deux requis le consentement écrit explicite du pontife en cas de « prise de fonction d'un prince laïc ». Un cardinal anonyme a même suggéré la nomination des cardinaux de couronne à une fonction officielle au sein de la Curie, équivalente à celle d'un ambassadeur.

## Histoire
L'origine du cardinal-protecteur d'une nation remonte au XIVe siècle, il est le prédécesseur des institutions diplomatique du Saint-Siège développées au XVIe siècle. La notion de cardinal de couronne est devenue dominante au sein du Collège des cardinaux lors du consistoire du 18 décembre 1439 du pape Eugène IV (à la suite de l'élection de l'antipape Félix V par le Concile de Bâle) qui a nommé un nombre sans précédent de cardinaux en liens étroits avec les monarques européens et d'autres institutions politiques.
| Monarque ou nation                           | Cardinal                   | Notes                                                     |
| -------------------------------------------- | -------------------------- | --------------------------------------------------------- |
| Charles VII de France                        | Renault de Chartres        | Chancelier de France                                      |
| Charles VII de France                        | Guillaume d'Estouteville   | Cousin royal, constructeur du Mont Saint-Michel           |
| Henri VI d'Angleterre                        | Louis de Luxembourg        | Chancelier de France                                      |
| Henri VI d'Angleterre                        | John Kemp                  | Ancien Grand chancelier d'Angleterre et archevêque d'York |
| Alphonse V de Portugal                       | António Martins de Chaves  | Évêque de Porto                                           |
| Royaume de Hongrie (interregnum)             | Dénes Szécsi               | Archevêque d'Esztergom                                    |
| Ladislas de Pologne                          | Zbigniew Oleśnicki         | Archevêque de Cracovie                                    |
| Saint-Empire romain germanique (interregnum) | Pierre de Schaumberg       | Conseiller impérial                                       |
| René I de Naples                             | Niccolò d'Acciapaccio      | Archevêque de Capoue                                      |
| Milan                                        | Gerardo Landriani Capitani | Évêque de Côme                                            |
| Gênes                                        | Giorgio Fieschi            | Archevêque de Gênes                                       |
| Philippe III de Bourgogne                    | Jean Le Jeune              | Ambassadeur au Concile de Ferrara-Florence                |

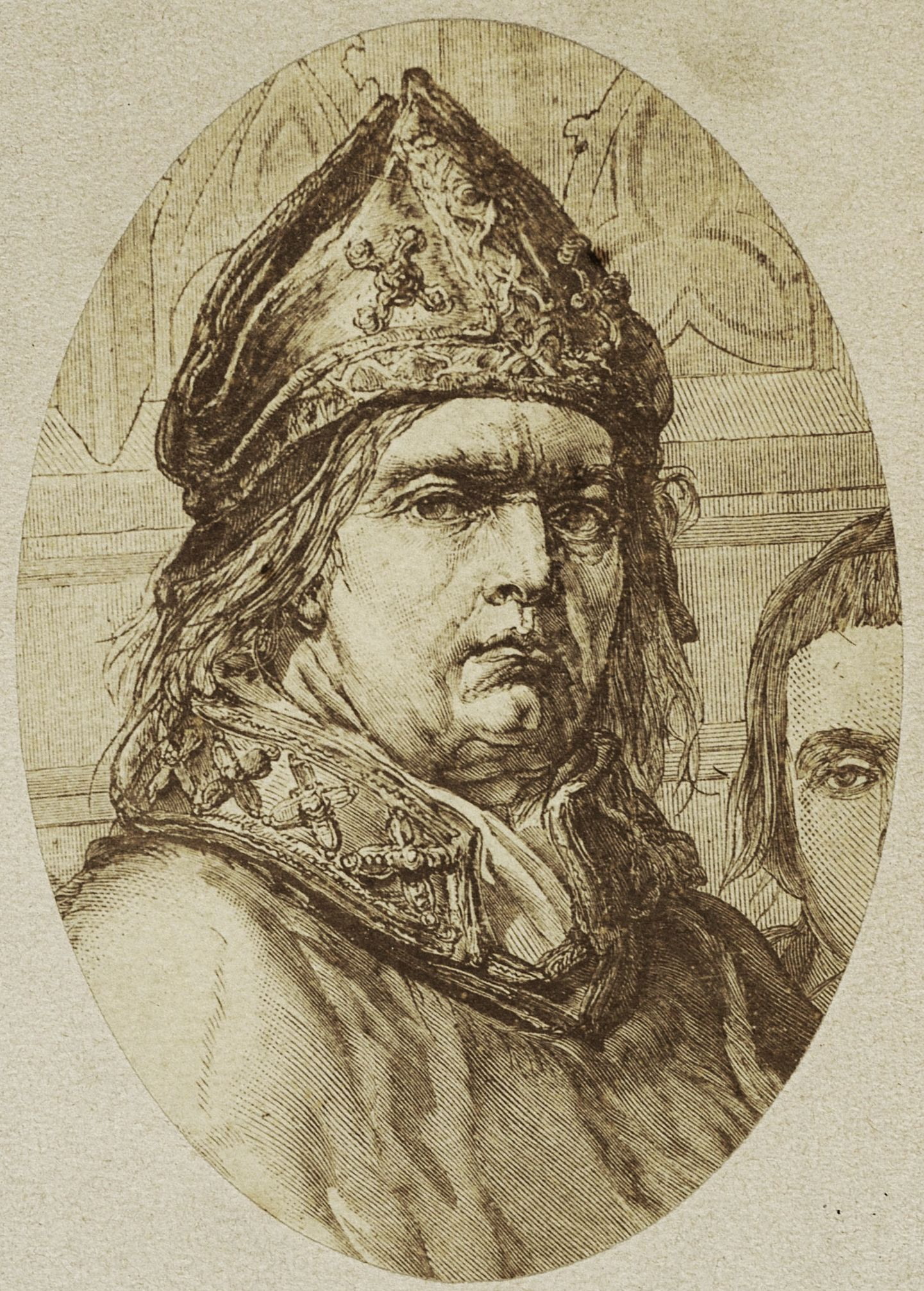
Zbigniew Oleśnicki, l'un des premiers cardinaux de couronne.

La première référence explicite au protectorat appartenant à un État-nation date de 1425 (la Catholic Encyclopedia indique 1424) lorsque le pape Martin V interdit aux cardinaux de « représenter la protection d'un roi, d'un prince ou d'une commune dirigée par un tyran ou tout autre personne laïque que ce soit ». Cette interdiction a été renouvelée en 1492 par le pape Alexandre VI mais n'a pas été reconduite par Léon X lors de la neuvième session du Concile du Latran en 1512.
Certains cardinaux de couronne sont des cardinaux-neveux ou des membres de familles puissantes ; d'autres sont choisis sur la seule recommandation d'un souverain européen, la plupart du temps sans aucune expérience ecclésiastique. Durant les règnes des papes d'Avignon Clément VI et Urbain VI en particulier, il est admis que certains monarques puissent engager une caution pour que leur candidat soit intégré au Collège des cardinaux. Le tarif pour la création d'un cardinal de couronne s'élève à environ 2 832 scudi.
Le pape Alexandre VI a dû créer des cardinaux de couronne in pectore. Urbain VI a interdit aux cardinaux de couronne de recevoir des présents de la part de leurs souverains respectifs.
La Première Guerre mondiale a scellé le déclin de l'institution du cardinal de couronne, de nombreuses monarchies s'étant éteintes ou ayant perdu de leur pouvoir.

## Rôle durant les conclaves
Pour l'Espagne, la France et l'Autriche, du XVIe au XXe siècle, les cardinaux de couronne ont la prérogative d'exercer le jus exclusivae (un droit de veto sur les candidats inacceptables), à l'occasion des conclaves, de la part de leur monarque. Les cardinaux de couronne arrivent généralement avec une liste de candidats inacceptables mais doivent souvent échanger avec leurs mandataires, par l'intermédiaire de messagers, et tentent, parfois avec succès, de retarder l'entrée en conclave jusqu'à la réception de la réponse. Par exemple, Innocent X (élu en 1644) et Innocent XIII (élu en 1721) ont échappé à l'arrivée tardive du veto en provenance, respectivement, de France et d'Espagne. Le candidat de la couronne autrichienne Karl Kajetan von Gaisruck arrive trop tard au conclave de 1846 pour exercer le droit de veto contre Giovanni Maria Mastai Ferretti (déjà élu sous le nom de Pie IX).

## Liste des cardinaux de couronne
Liste complète des cardinaux de couronne depuis le XVIe et XVIIe siècles :

### de Hongrie
- Pietro Isvalies (1507–1511)
- Giulio de Medici (?– 1523)

### d'Autriche
Protecteurs :
- 1523–1531 : Lorenzo Pucci
- 1532–1535 : Giovanni Salviati

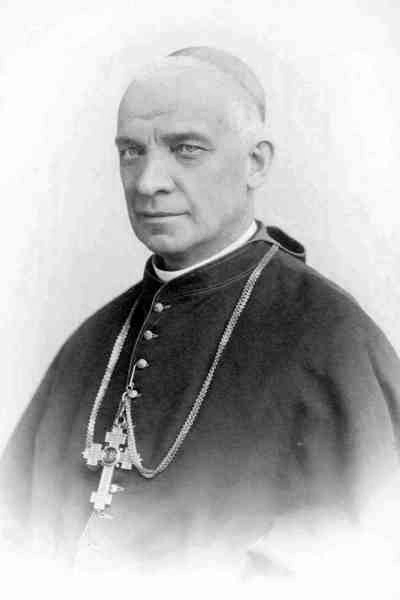
Jan Puzyna de Kosielsko, cardinal de la couronne d'Autriche, le dernier à exercer le jus exclusivae.

- 1540–1542 : Jérôme Aléandre l'Ancien
- 1542–1555 : Marcello Cervini
- 1555–1580 : Giovanni Girolamo Morone
- 1580–1600 : André d'Autriche
- 1603–1634 : Franz Seraph von Dietrichstein
- 1635–1638 : Ippolito Aldobrandini
- 1638–1642 : Maurice de Savoie
- 1655–1667 : Ernst Adalbert von Harrach
  - Federico Sforza (1664–1666, protecteur-substitut des Territoires héréditaires des Habsbourg)[d 2]
- 1673–1689 : Carlo Pio di Savoia
- 1689–1701 : Francesco Maria de' Medici
- 1701–1707 : Leopold Karl von Kollonitsch
- 1707–1712 : Johannes Philipp von Lamberg
- 1712–1725 : Christian von Sachsen-Zeitz
- 1726–1738 : Wolfgang Hannibal von Schrattenbach
- 1738–1751 : Sigismund von Kollonitsch
- 1751–1758 : Ferdinand Julius von Troyer
- 1779–1800 : Franziskus von Paula Herzan von Harras
- 1823–1834 : Giuseppe Albani
- 1858–1867 : Pietro de Silvestri

Vice-protecteurs et co-protecteurs :
- 1536–1541 : Alessandro Cesarini, seniore
- 1560–1565 : Cristoforo Madruzzo
- 1571 : Marcantonio Colonna
- 1574/ 1580/81 : Tolomeo Gallio
- 1581–1603 : Alfonso Gesualdo
- 1584–1587 : Antonio Carafa
- 1604–1607 : Alfonso Visconti
- 1607–1611 : Ottavio Paravicini
- 1612–1621 : Pietro Aldobrandini
- 1621–1632 : Ludovico Ludovisi
- 1629–1631 : Cosimo de Torres
- 1635–1641 : Carlo Emmanuele Pio
- 1642–1644 : Alfonso de la Cueva
- 1644–1655 : Ernst von Harrach
- 1645–1664 : Girolamo Colonna
- 1664–1667 : Federico Sforza
- 1667–1675 : Frédéric de Hesse-Darmstadt
- 1690–1693 : José Sáenz de Aguirre
- 1694–1700 : Francesco del Giudice
- 1701/02/ 1706–1710 : Vincenzo Grimani
- 1703-05/ 1708-12 : Fabrizio Paolucci
- 1713–1719 : Wolfgang von Schrattenbach
- 1719–1722 : Michael Friedrich von Althann
- 1722–1726 : Álvaro Cienfuegos
- 1735–1743 : Niccolò del Giudice
- 1743–1779 : Alessandro Albani

### d'Angleterre
- Francesco Piccolomini (futur pape Pie III), premier cardinal-protecteur d'Angleterre (avant le 8 février 1492–1503), de facto protecteur d'Allemagne[d 3],[c 3]
- Adriano di Castello, protecteur de facto d'Angleterre et protecteur officiel d'Allemagne[c 4]
- Galeotto Franciotti della Rovere (1505–11 septembre 1508)[c 5]
- Francesco Alidosi (1508–1510)
- Giulio de'Medici (1514–1523) (futur pape Clément VII)[11]
- Lorenzo Campeggio (1523–1534, mort en 1539)[11],[c 6]

Non confirmés par la couronne
- Giovanni Girolamo Morone, (1578–1579)[12],[13]

- Philip Howard (1682–1694)[12]
- Philippe-Antoine Gualterio (circa 1717)[14]
- Ercole Consalvi (ca 1817)[12]

### d'Irlande
- Girolamo Ghinucci (1539–1541)
- Rodolfo Pio di Carpi (1545–1554)
- Giovanni Girolamo Morone (1555? –1574?)
- Francesco Alciati (1574–1580)[15]
- Flavio Orsini (1580–1581)
- Nicolas de Pellevé (1582–1594)
- Girolamo Mattei (1594? –1603)
- Pompeio Arrigoni (1605–1616)
- Fabrizio Verallo (1616? –1624)
- Ludovico Ludovisi (1625–1632)[16]
- Antonio Barberini (1633? – 1671)
- Paluzzo Paluzzi Altieri Degli Albertoni (1671–1698)
- Giuseppe Renato Imperiali (1706–1737)
- Neri Maria Corsini (1737–1770)
- Mario Marefoschi Compagnoni (1771–1780)
- Gregorio Antonio Maria Salviati (1781–1794)
- Carlo Livizzani Forni (1794–1802)

### d'Écosse
- Antonio Gentile Pallavicino (1504–1507)
- Pietro Accolti (1514–1532)
- Benedetto Accolti (1532–1538)
- Rodolfo Pio (1538–1549)
- Giovanni Domenico De Cupis (1550–1553)[17]
- Niccolò Caetani (1570–1585)
- Camillo Borghese (1603–1605)
- Maffeo Barberini (1608–1623)
- Francesco Barberini (1623–1679)
- Philip Howard (1680–1694)
- Taddeo Luigi dal Verme (1706–1717)
- Alessandro Falconieri (1727–1734)
- Domenico Riviera (1734–1752)
- Giuseppe Spinelli (1754–1763)
- Giovanni Francesco Albani (1763–1803)
- Charles Erskine (1804–1811)

### de France

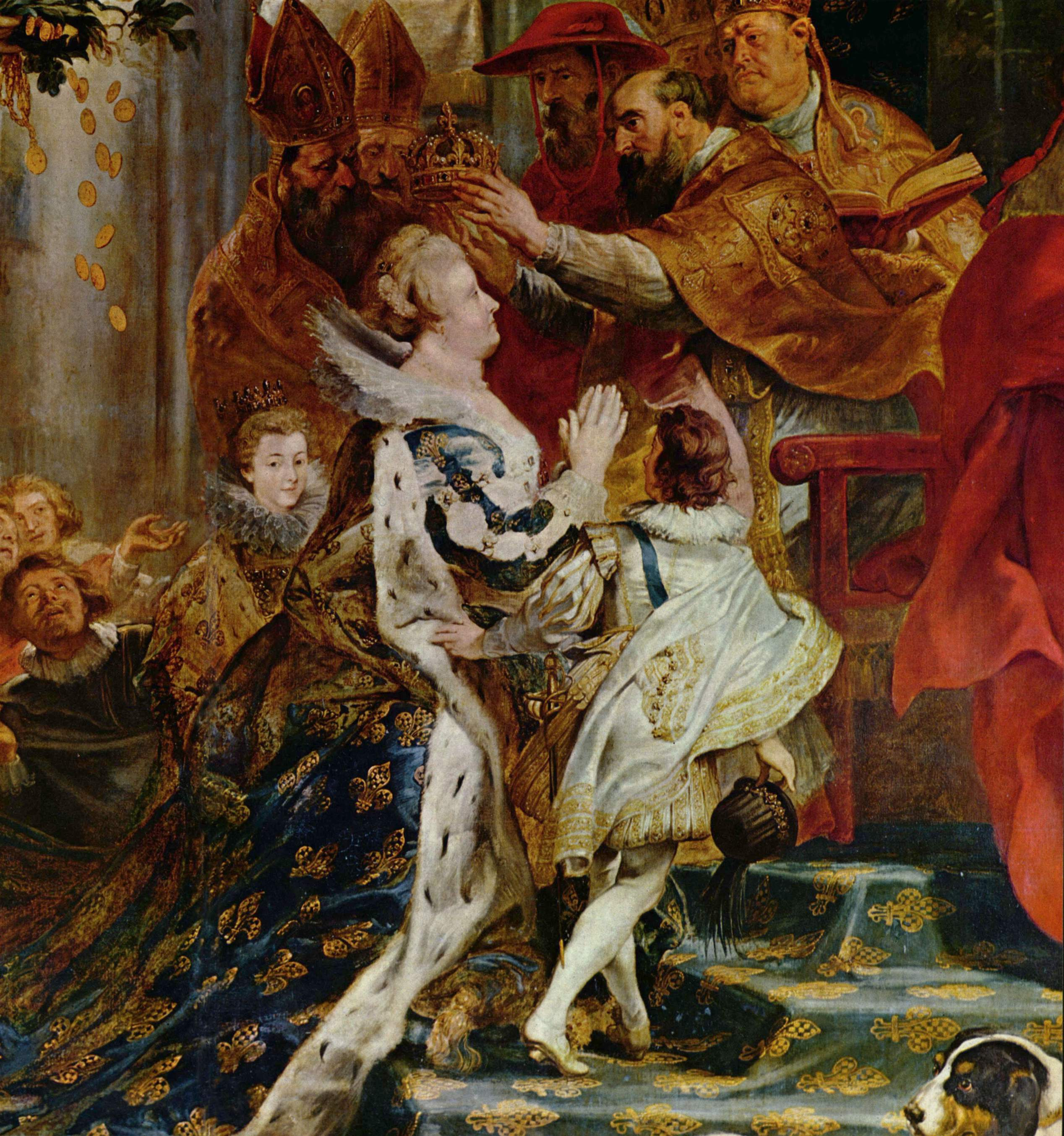
François de Joyeuse, cardinal de la couronne de France, administrant l'onction à la reine douairière Marie de Médicis en 1610

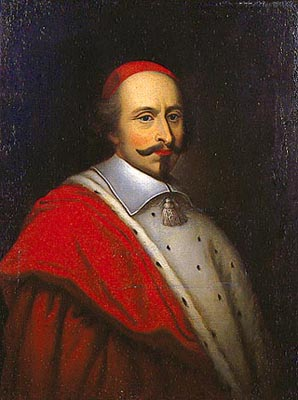
Cardinal Mazarin.

Le roi de France n'a, historiquement, qu'un seul cardinal de couronne à la fois, choisi selon un processus complexe qui implique le roi, le secrétaire d'État aux Affaires étrangères, l'ambassadeur de France à Rome, et d'autres hommes de pouvoir, mais pas le pape. Le cardinal de couronne français est aussi abbé commendatario de plusieurs abbayes de France.
Il y a traditionnellement au moins un cardinal résident français à la Curie romaine dans la première moitié du XVIe siècle mais Louis XII et François Ier ont par la suite choisi successivement trois cardinaux italiens comme protecteurs de la France
- 1513–1516 : Federico Sanseverino
- 1516–1523 : Giulio de Medici
- 1523–1548 : Agostino Trivulzio
  - Niccolò Gaddi (vice-protecteur à partir de 1533)[19]
- 1549–1572 : Hippolyte d'Este[d 5],[20]
- 1573–1586 : Luigi d'Este
- 1587–1615 : François de Joyeuse
  - Vice-protecteur Arnaud d'Ossat (1599–1604)
  - Vice-protecteur François de La Rochefoucald (octobre 1609–mai 1611)[21]
- 1616–1620 : Alessandro Orsini
  - Guido Bentivoglio (vice-protecteur de 1621 à 1636)[d 4]
- 1621–1636 : Maurice de Savoie
- 1636–1644 : Antonio Barberini
- 1645–1672 : Rinaldo d'Este
  - Alexandre Bichi (vice-protecteur de 1645 à 1657)
- 1672–1676 : Virginio Orsini (à partir de 1646 agit comme co-protecteur)
- 1676–1701 : César d'Estrées
- 1702–1709 : Francesco Maria de' Medici
- 1709–1740 : Pietro Ottoboni
  - Pierre Guérin de Tencin, comme protecteur jusqu'en 1758
- 1758–1765 : Prospero Colonna di Sciarra
- 1769–1792/4 : François-Joachim de Pierre de Bernis

### du Saint-Empire romain germanique

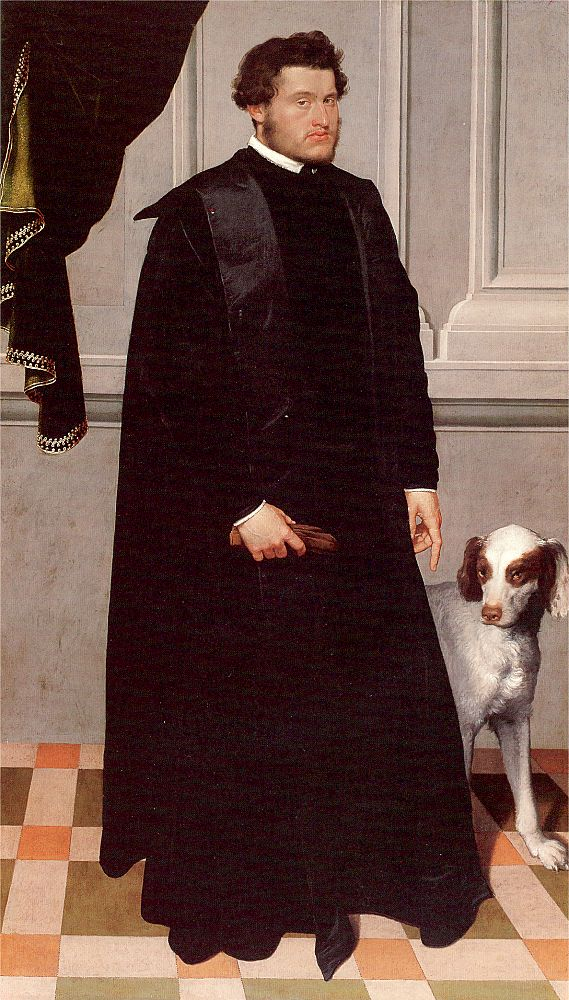
Ludovico Madruzzo, cardinal de couronne du Saint-Empire romain germanique

Le protecteur du Saint-Empire romain germanique est souvent celui des Territoires héréditaires d'Autriche.
- 1492–1503 : Francesco Piccolomini[d 3]
- 1518–1539 : Lorenzo Campeggio
- 1540 : Pedro Fernández Manrique[22]
- 1540–1542 : Jérôme Aléandre l'Ancien
- 1542–1550 : Innocent Cybo
- 1550–1557 : Juan Álvarez de Toledo
- 1557–1573 : Othon Truchsess de Waldbourg
- 1573–1600 : Ludovico Madruzzo
- 1603–1611 : Ottavio Paravicini
- 1611–1633 : Scipione Caffarelli-Borghese
- 1635/36 : Franz Seraph von Dietrichstein[23]
- 1636–1642 : Maurice de Savoie
- 1644–1666 : Girolamo Colonna
- 1666–1682 : Frédéric de Hesse-Darmstadt
- 1682–1689 : Carlo Pio di Savoia
- 1689–1701 : Francesco Maria de' Medici[24]
- 1701–1707 : Leopold Karl von Kollonitsch
- 1707–1712 : Johannes Philipp von Lamberg
- 1712–1725 : Christian August von Sachsen-Zeitz
- 1726–1738 : Wolfgang Hannibal von Schrattenbach
- 1738–1751 : Sigismund von Kollonitsch
- 1751–1758 : Ferdinand Julius von Troyer
- 1758–1765 : vacant
- 1765–1779 : Alessandro Albani
- 1779–1800 : Franziskus von Paula Herzan von Harras

Vice-protecteurs and co-protecteurs :
- 1517–1530 : Lorenzo Pucci
- 1530–1532 : Willem van Enckenvoirt
- 1534–1539 : Alessandro Cesarini
- 1538–1540 : Girolamo Ghinucci
- 1540–1542 : Alexandre Farnèse
- 1542–1550 : Juan Álvarez de Toledo
- 1550–1553 : Bernardino Maffei
- 1557–1559 : Pedro Pacheco de Villena
- 1558–1568 : Clemente d'Olera
- 1587–1593 : Filippo Spinola
- 1594–1600 : Ottavio Paravicini
- 1621–1625 : Eitel Friedrich von Hohenzollern-Sigmaringen
- 1625–1644 : Giulio Savelli
- 1644 : Girolamo Colonna
  - 1664–1666 : Federico Sforza (substitut protecteur)[d 2]
- 1666–1682 : Carlo Pio di Savoia
- 1690–1693 : José Sáenz de Aguirre
- 1694–1700 : Francesco del Giudice
- 1701/02/ 1706–1710 : Vincenzo Grimani
- 1703-05/ 1708-12 : Fabrizio Paolucci
- 1713–1719 : Wolfgang Hannibal von Schrattenbach
- 1719–1722 : Michael Friedrich von Althann
- 1722–1726 : Álvaro Cienfuegos
- 1735–1743 : Niccolò del Giudice
- 1745–1765 : Alessandro Albani

### de Pologne
- Pietro Isvalies (ca. 1506 — 1511)
- Achille Grassi (1512–1523)
- Lorenzo Pucci (1523–1531)[25]
- Antonio Pucci (1532–1544)
- Alexandre Farnèse (1544–1589)[26]
  - Bernardino Maffei (vice-protecteur 1550-1553)
  - Giacomo Puteo (vice-protecteur 1555-1563)
  - Giacomo Savelli (vice-protecteur 1563-1587)
- Alessandro Damasceni Peretti (1589–1623)
- Cosimo de Torres (vice-protecteur 1622–1623, protecteur 1623–1642)
- Giulio Savelli (1642–1644)
  - Gianbattista Pamphilj (vice-protecteur jusqu'à 1644)
- Gaspare Mattei (1644–1650)
- Virginio Orsini (co-protecteur 1647–1650, protecteur 1650–1676)
- Pietro Vidoni (co-protecteur 1676, protecteur 1676–1681)
- Carlo Barberini (1681–1704)
- Annibale Albani (1712–1751)
- Giovanni Francesco Albani (1751–1795)

### de Suède
Les cardinaux-protecteurs de Suède sont nommés par le roi de Pologne Sigismond III de Pologne, qui a revendiqué les droits sur la couronne suédoise.
- Odoardo Farnese (1601–1626)
- Lorenzo Magalotti (1626–1637)

### du Portugal
- 1517–1531 : Lorenzo Pucci
- 1533–1544 : Antonio Pucci
- 1545–1564 : Guido Ascanio Sforza di Santa Fiora
- 1565–1572 : Charles Borromée
- 1573–1589 : Alexandre Farnèse
- 1591–1603 : Alfonso Gesualdo
- 1604–1626 : Édouard Farnèse
- 1626–1634 : Francesco Barberini
- 1635–1638 : Ippolito Aldobrandini
- 1657–1676 : Virginio Orsini
- 1676–1714 : César d'Estrées
- 1714–1721 : Michelangelo Conti
- 1739–1770 : Neri Maria Corsini
- 1859–1884 : Camillo Di Pietro
- 1887–1888 : Włodzimierz Czacki
- 1891–1910/30 : Vincenzo Vannutelli

### de Savoie et de Sardaigne
Protecteurs du duché de Savoie :
- 1534–1537: Paolo Emilio Cesi[17]
- 1576–1594: Michele Bonelli
- 1594–1621: Pietro Aldobrandini
- 1621–1632: Ludovico Ludovisi
- 1633–1671: Antonio Barberini
- 1671–1704: Carlo Barberini

Protecteurs du royaume de Sardaigne :
- 1727–1779 : Alessandro Albani
- 1819? –1834 : Giuseppe Albani
- 1835–1853 : Luigi Lambruschini

### de Naples
- 1530–1542 : Alessandro Cesarini
- 1544–1549 : Alexandre Farnèse
- 1556–1564 : Guido Ascanio Sforza
- 1566–1574 : Alessandro Sforza
- 1574–1603 : Alfonso Gesualdo
- 1605–1608 : Ascanio Colonna
- 1608–1642 : Girolamo Doria
- 1644–1650 : Gaspare Mattei
- 1657–1663 : Camillo Astalli-Pamphili
- 1664–1676 : Federico Sforza[d 2]
- 1689–1699 : José Sáenz de Aguirre

### de Sicile
- 1524–1542 : Alessandro Cesarini
- 1542–1589 : Alexandre Farnèse
- 1592–1626 : Édouard Farnèse
- 1626–1634 : Francesco Barberini
- 1635–1642 : Luigi Caetani
- 1645–1656 : Pierdonato Cesi
- 1664–1687 : Lorenzo Raggi
  - Federico Sforza (1664–1666, substitut-protecteur)[d 2]
- 1687–1699 : José Sáenz de Aguirre
- 1699–1725 : Francesco del Giudice

### des Deux-Siciles
- 1738–1747 : Troiano Acquaviva d'Aragona[28]
- 1747–1789 : Domenico Orsini d'Aragona
- 1789–1795 : Fernando Spinelli
- 1799–1806? : Fabrizio Dionigi Ruffo

### de Castille et d'Espagne

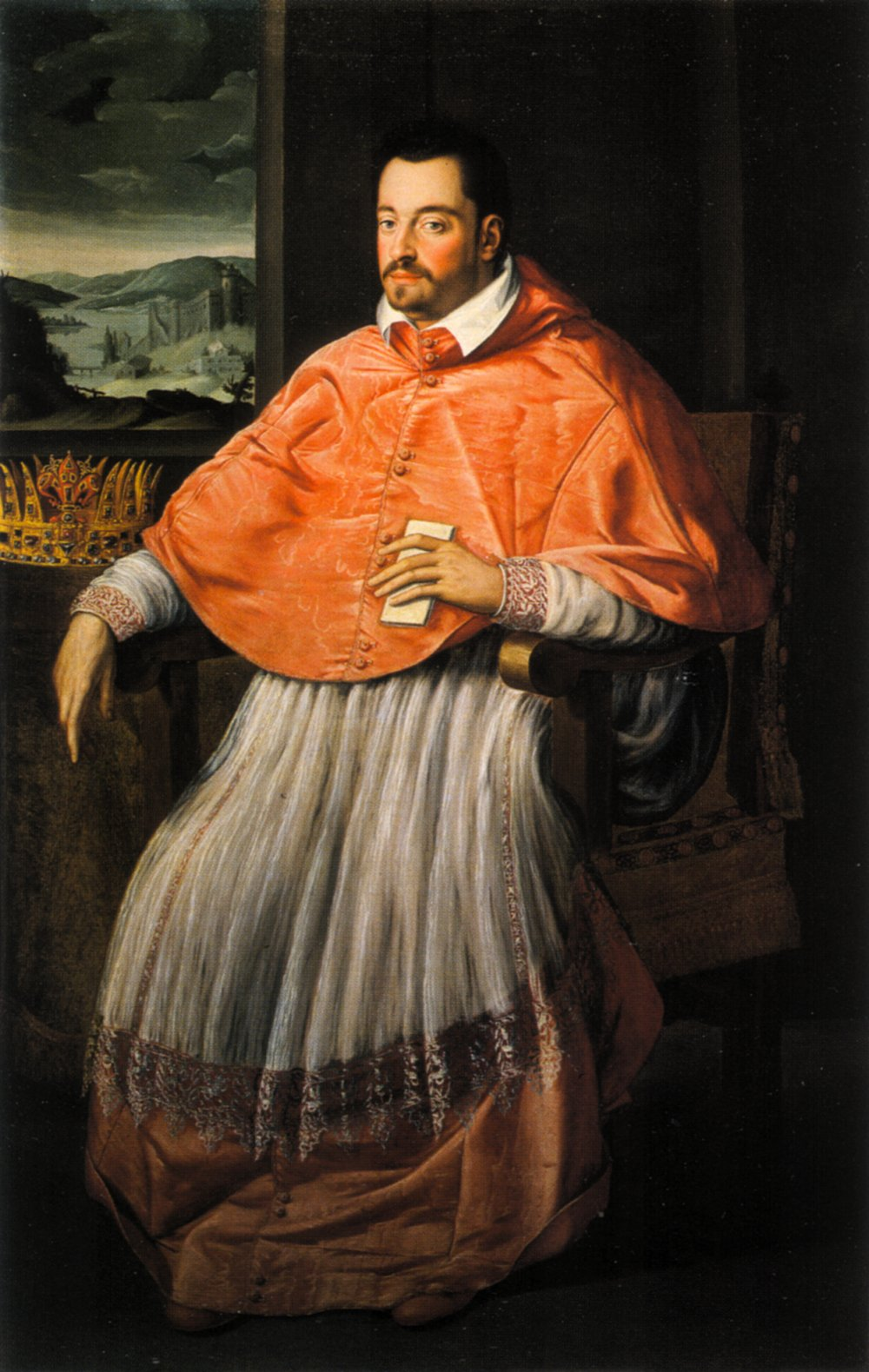
Ferdinand Ier de Médicis, cardinal de couronne d'Espagne de 1582 à 1584.

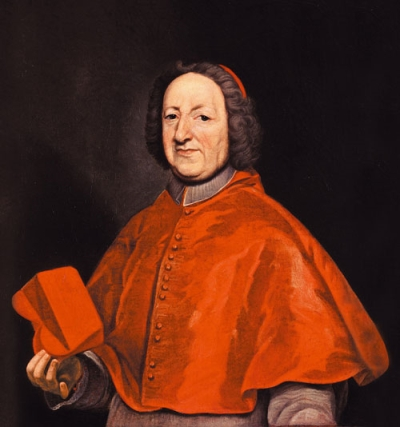
Jules Alberoni.

Le roi d'Espagne peut avoir simultanément cinq ou six cardinaux-protecteurs, le plus fréquent étant traditionnellement le protecteur de Castille
- 1516–1517 : Francisco de Remolins
- 1517–1529 : Lorenzo Pucci
- 1529–1534 : Andrea Della Valle
- 1534–1563 : Ercole Gonzaga
- 1563–1566 : Francesco Gonzaga
- 1566–1574 : Francisco Pacheco de Toledo[29]
- 1574–1581 : Alessandro Sforza[15]
- 1582–1588 : Ferdinand Ier de Médicis[30]
- Francesco Alciati (Vice-protecteur vers 1569)[15]
- 1588–1592 : Juan Hurtado de Mendoza[31]
- 1592–1599 : Pedro de Deza[32]
- 1599–1601 : Alessandro d'Este
- 1601–1606 : Francisco de Ávila[33]
- 1606–1617 : Antonio Zapata y Cisneros
- 1617–1632 : Gaspar de Borja y Velasco
- 1632–1645 : Gil Carrillo de Albornoz
- 1645–1666 : Carlo de' Medici
  - Federico Sforza (1664–1667, substitut-protecteur)[d 2]
- 1667–1672 : Frédéric de Hesse-Darmstadt
- 1673–1677 : Luis Manuel Fernández de Portocarrero-Bocanegra y Moscoso-Osorio
- 1677–1689 : Carlo Pio di Savoia
- 1689–1702 : Francesco Maria de' Medici
- 1702–1713? : Francesco del Giudice
- 1713–1725 : Francesco Acquaviva d'Aragona[34]
- 1725–1743 : Luis Antonio Belluga y Moncada
- 1743–1747 : Troiano Acquaviva d'Aragona[28]
- 1748–1760 : Joaquín Fernández Portocarrero

### d'Aragon
- 1517–1531 : Lorenzo Pucci
- 1531–1542 : Alessandro Cesarini
- 1542–1589 : Alexandre Farnèse
- 1592–1626 : Édouard Farnèse
- 1626–1634 : Francesco Barberini
- 1635–1641 : Carlo Emmanuele Pio
- 1645–1666 : Girolamo Colonna
- 1666–1682 : Frédéric de Hesse-Darmstadt
- 1682–1689 : Carlo Pio di Savoia
- 1689–1702 : Francesco Maria de' Medici

### des Flandres
- 1561–1572 : Charles Borromée
- 1573–1597 : Marco Antonio Colonna
- 1597–1608 : Ascanio Colonna
- 1608–1633 : Scipione Caffarelli-Borghese
- 1633–1642 : Pietro Maria Borghese
- 1644–1666 : Girolamo Colonna
  - Federico Sforza (1664–1666, substitut-protecteur)[d 2]
- 1669–1676 : Frédéric de Hesse-Darmstadt
- 1677–1689 : Carlo Pio di Savoia
- 1689–1702 : Francesco Maria de' Medici

## Liste des autres cardinaux-protecteurs nationaux

### de Suisse
- Charles Borromée (1560–1572)[35]
- Paolo Emilio Sfondrati (1591–1618)
- Édouard Farnèse (1618–1626)
- Francesco Barberini (1626–1679)[d 2]
- Carlo Barberini (1680–1704)
- Fabrizio Spada (1712–1717)
- Annibale Albani (1717–1751)

### de la république de Gênes
- Giandomenico Spinola (1626–1630)[36]
- Laudivio Zacchia (1631–1637)[37]
- Pietro Maria Borghese (1638–1642)[38]

## Liste des cardinaux de couronne non protecteurs
d'Autriche
- André d'Autriche, fils de l'archiduc Ferdinand[39]

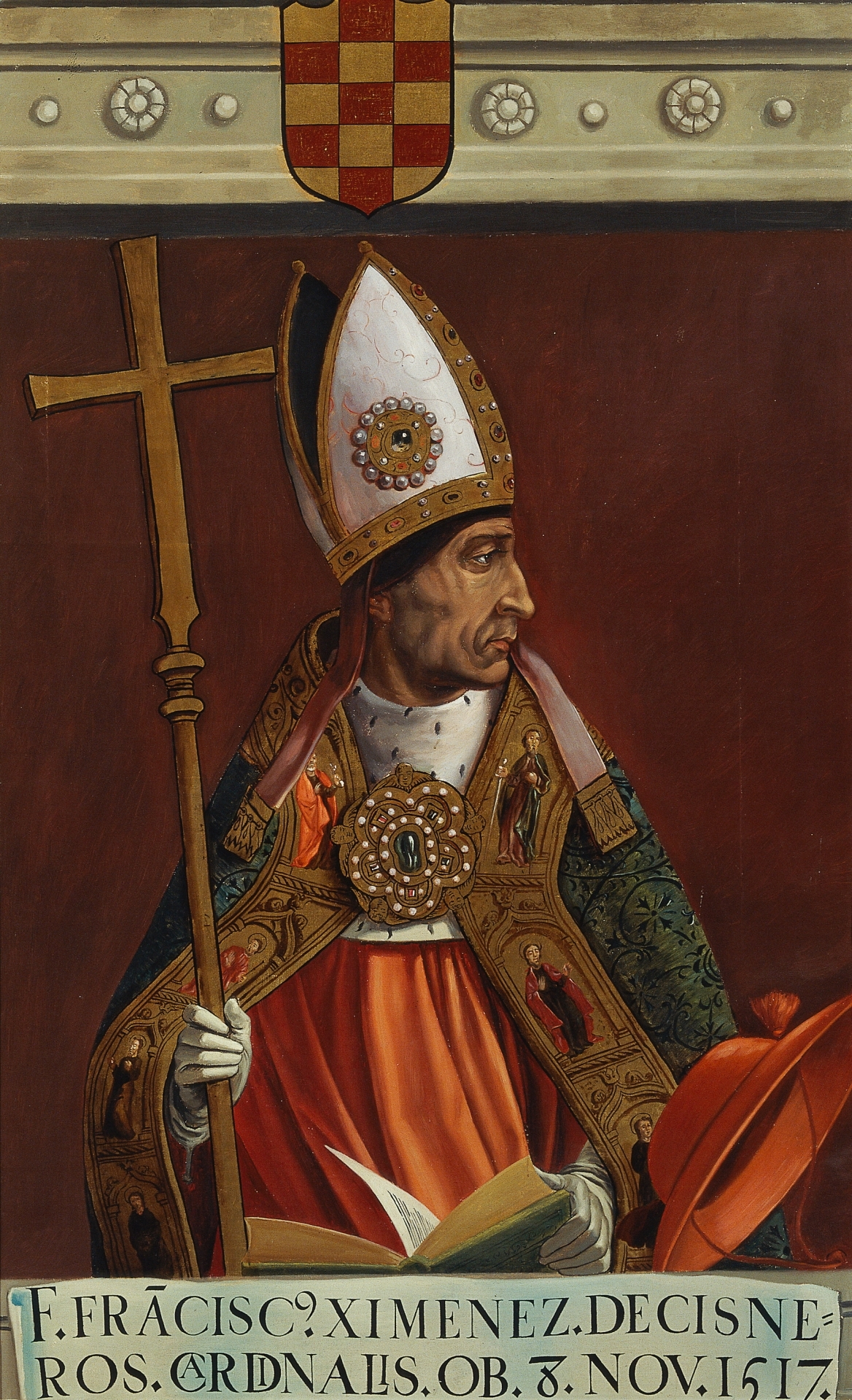
Francisco Jiménez de Cisneros

- Joseph Dominicus von Lamberg (20 décembre 1737–30 août 1761)[a 2]
- Rodolphe d'Autriche (4 juin 1819–24 juillet 1831), archevêque d'Olomouc, archiduc
- Karl Kajetan von Gaisruck (Conclave de 1846)
- Jan Puzyna de Kosielsko (Conclave de 1903)

de Bavière
- Philippe-Guillaume de Bavière (22 septembre 1576 – 18 mai 1598), évêque de Ratisbonne à partir de 1595, cardinal à partir de 1597[40]
- Johann Casimir von Häffelin (6 avril 1818 – 27 août 1827), ambassadeur de Bavière auprès du Saint-Siège (depuis le 18 novembre 1803), probablement évêque de cour de facto depuis le 11 novembre 1787 (comme vicaire général du Prieuré de Bavière de l'Ordre de Malte)

d'Angleterre
- Charles de Guise, oncle de Marie Ire d'Écosse[39]

de France
- Jean Jouffroy, rôle permanent de procurateur après son élévation comme cardinal[c 1]
- Jean de la Balue, rôle permanent de procurateur après son élévation comme cardinal ; en qualité de « protecteur de France » à Rome[c 1],[c 7]
- André d'Espinay (9 mars 1489–10 novembre 1500)[41]
- Armand Jean de Richelieu (3 novembre 1622 – 4 décembre 1642), évêque de Luçon, « Premier ministre »
- Jules Mazarin (1641–1661)
- Jean-Sifrein Maury (1794–1806), archevêque de Montefiascone, représentant du prétendant des Bourbons, aux côtés de Napoléon Ier in 1806
- Joseph Fesch (2 décembre 1804–22 juin 1815), archevêque de Lyon, oncle par alliance de Napoléon Ier, ambassadeur de France au Saint-Siège (1803–1806, mais en 1803 il n'y avait pas encore de couronne) et Grand aumônier impérial (1805–1814) ; son rôle de cardinal de couronne cesse à la fin du règne de Napoléon mais il demeure cardinal et archevêque.

du Saint-Empire romain germanique
- Albert d'Autriche, fils de Maximilien II du Saint-Empire[39]

de Pologne
- Jerzy Radziwiłł
- Jan Aleksander Lipski (20 décembre 1737–20 février 1746)[a 2]

du Portugal
- Alphonse de Portugal
- Henri Ier de Portugal
- Tomás de Almeida (20 décembre 1737–27 février 1754)[a 2],[42]

d'Espagne
- Pedro González de Mendoza (7 mai 1473–11 janvier 1495)[41]

- Francisco Jiménez de Cisneros
- Ferdinand d'Autriche
- Louis Antoine de Bourbon (19 décembre 1735–18 décembre 1754)[b 2]
- Francisco de Solís Folch de Cardona (5 avril 1756– 21 mars 1775)[43]

de Toscane
- Ferdinand Ier de Médicis

### Bibliographie

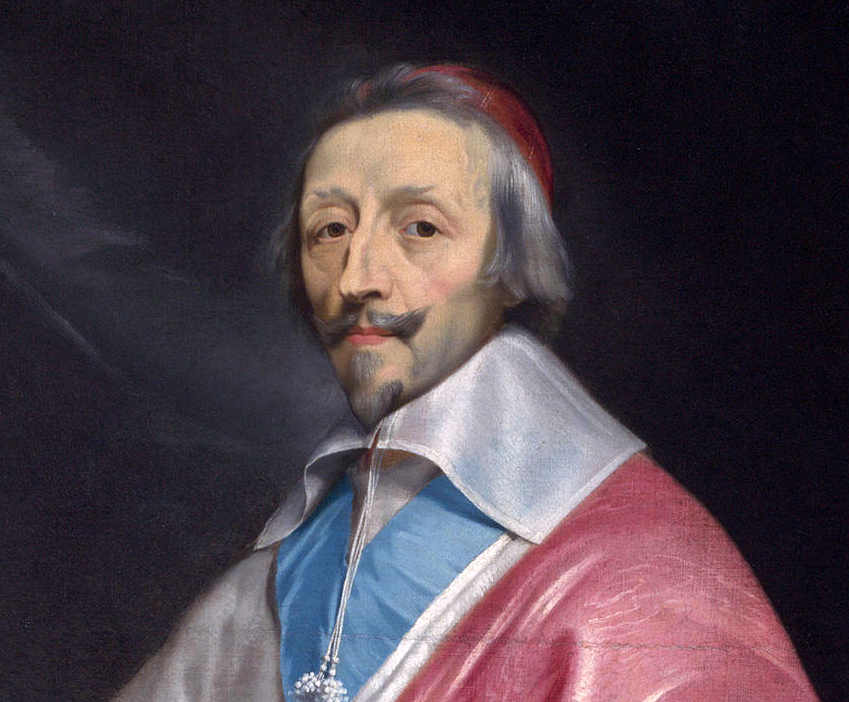
Armand Jean du Plessis, cardinal de Richelieu.

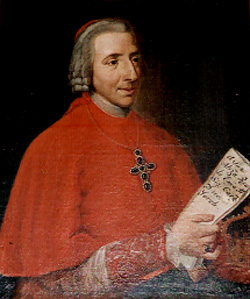
Henri Benoît Stuart, cardinal et prétendant jacobite.